# ابدأ مجددا (أغنية تايلور سويفت)
تعديل مصدري - تعديل  
ابدأ مجددًا (بالإنجليزية: Begin Again)‏ هي أغنية للمغنية وكاتبة الاغاني الأمريكية تايلور سويفت مِن ألبومها الرابع أحمر (Red). الأغنية مِن كتابة تايلور سويفت وإنتاج نايثن شابمان ودان هاف. الأغنية هي الأخيرة في قائمة الأغاني في الألبوم. أُطلِقتْ الأغنية في البداية كأغنية منفردة ترويجية (برومو) في 25 سبتمبر 2012. أطلقتْ شركة بيغ ماشين ريكوردز الأغنية بعد ذلك كثاني أغنية منفردة مِن الألبوم في 1 أكتوبر 2012. تُنصف أغنية «ابدأ مجددًا» كأغنية ريفية وتتحدث كلماتها عن وقوع سويفت في الحب مجددًا بعد علاقة فاشلة.
لاقتْ الأغنية استحسان النقاد الذين أثنوا على كلمات سويفت وحيّوها لعودتها لجذورها الريفية في نهاية الألبوم. الفيديو كليب المُصاحب للأغنية مِن إخراج فيليب أنديلمان الذي أخرج أيضًا فيديو كليب أغنية «بخير وسلامة (Safe & Sound)» وأغنية «كل شيء تغير» لسويفت. حققتْ أغنية «بدأ مجددًا» نجاحًا تجاريًا وأصبحتْ ثاني أغنية ناجحة مِن ألبوم أحمر (Red) بعد أغنية «نحن لن نعود لبعضنا أبدًا (We Are Never Ever Getting Back Together)» حيث دخلتْ الأغنية المراكز العشر الأولى في قوائم المبيعات في كندا فاحتلتْ أولًا المركز السابع ثم صعدتْ للمركز الرابع. ترشحتْ أغنية «بدأ مجددًا» لجائزة أفضل أغنية عن فئة الموسيقى الريفية (الكنتري) في حفل جوائز غرامي عام 2014.

## تركيبة الأغنية

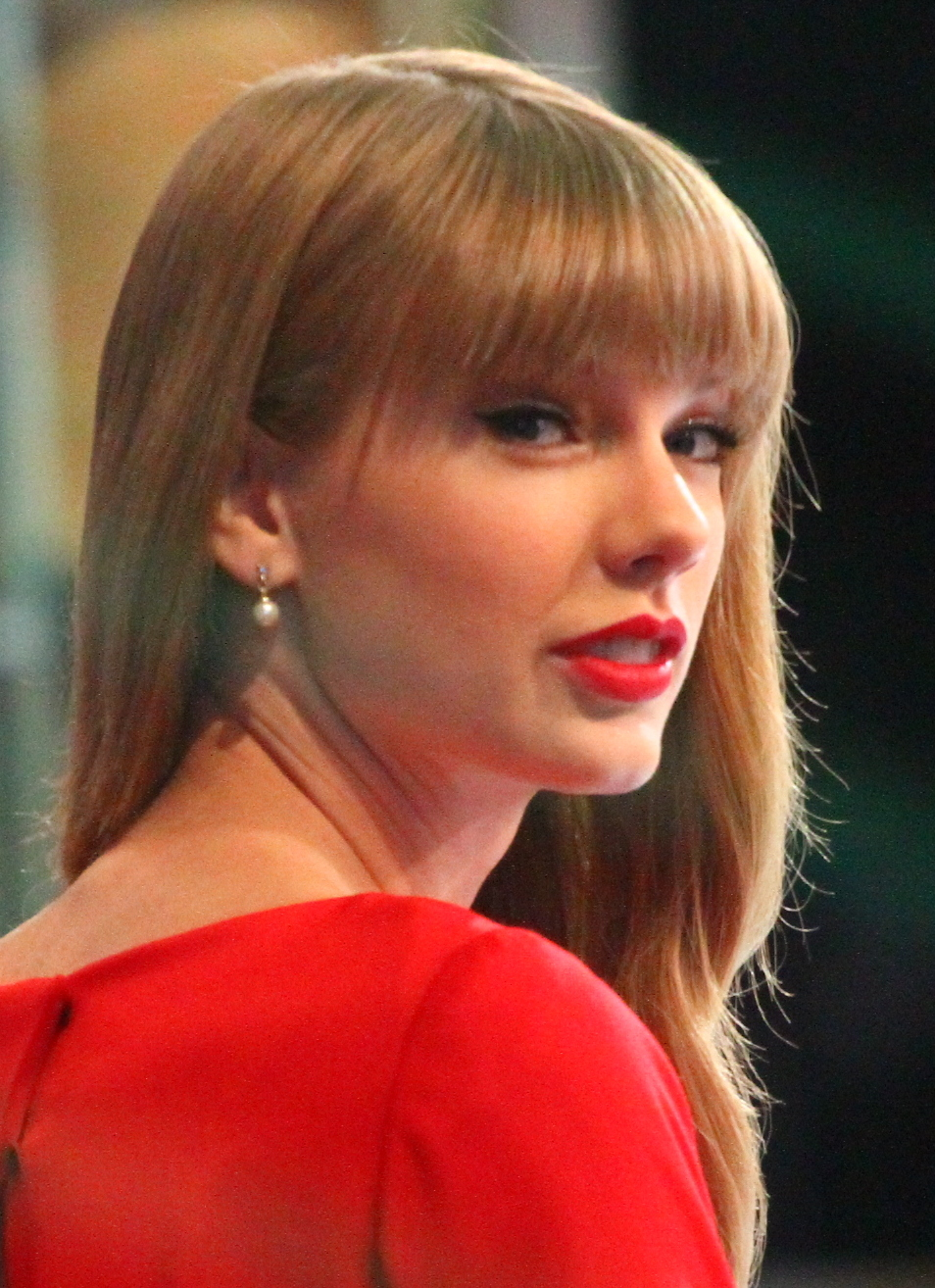
سويفت في صباح الخير أمريكا.

عرضتْ سويفت الأغنية مُقدمًا في برنامج صباح الخير أمريكا في 24 سبتمبر 2012 وأُطلِقتْ الأغنية للتحميل الرقمي عبر آيتونز في اليوم التالي 25 سبتمبر 2012. أُطلِقتْ الأغنية في البداية كأغنية منفردة ترويجية ثم جرى الإعلان لاحقًا بأن الأغنية ستكون ثاني أغنية منفردة مِن ألبوم أحمر (Red). أُطلِقتْ نسخة محدودة مِن الأغنية كأسطوانة منفردة عبر موقع أمازون ومتجر سويفت الرسمي في 23 أكتوبر 2012. تُصنف الأغنية موسيقيًا كأغنية ريفية ومدتها ثلاث دقائق و58 ثانية وهي مِن كتابة تايلور سويفت وإنتاج نايثن شابمان ودان هاف. كُتبتْ الأغنية عبر مفتاح صول كبير الموسيقيّ وسرعة الإيقاع فيها تصل لـ 76 إيقاع للثانية (بطئ) ويتراح صوت سويفت ما بين مفتاح ري ومفتاح دو. تتحدث كلمات الأغنية عن وقوع سويفت في الحب مجددًا بعد علاقة فاشلة. تحدثتْ سويفت عن كلمات الأغنية قائلة: ‘‘الأغنية تتحدث عن حساسية بداية علاقة جديدة بعد خوضك في علاقة سيئة وبعد أن تُنفض نفسك مِن أثارها’’. كتب موقع ذا بوت: ‘‘إنها أغنية جميلة تروي قصة فتاة فاجأها حبيبها الجديد بالإحسان في معاملتها على عكس حبيبها السابق’’. علّق بيلي ديوكس مِن تايست أوف كنتري قائلًا: ‘‘لأولئك الذين يعتقدون أن أغاني الألبوم تروي قصة متكاملة فإن الألبوم ينتهي بأغنية «ابدأ مجددًا» التي تصف العثور على حُبٍ جميل في النهاية’’ قام الكاتب بتنصيف الأغنية كثالث بوصفها الأفضل مِن حيث الكتابة بعد أغنية «كل شيء على ما يُرام (All Too Well)» وأغنية  «حالة السمو (State Of Grace)» على التوالي. أكدتْ مجلة بيلبورد أنه على عكس معظم الأغاني في الألبوم والتي ترثي جميعها انتهاء علاقةٍ ما فإن أغنية «ابدأ مجددًا» تتحدث عن ‘‘العثور على الأمل بعد فترة مضطربة’’ كما وصفتْ المجلة أداء سويفت الصوتيّ بأنه ‘‘لاهث وأنثويّ’’ وقالتْ أن أداءها الصوتيّ يُذكر بأغنية «بخير وسلامة (Safe & Sound)» التي أدتّها سويفت لفيلم «ألعاب الجوع (The Hunger Games)».

## آراء النقاد
لاقتْ الأغنية استحسان النقاد وكثيرون منهم أثنوا على كلماتها. أعطى بيلي ديوكس مِن تايست أوف كنتري تقييم أربع نجوم مِن أصل خمسة وقال أنه يأمل أن تُبشر الأغنية بمدى جودة الألبوم. وصف غاري سميث الكاتب في إنترتاينمت ويكلي الأغنية بأنها ‘‘حسنة الأداء’’. أعطتْ جيسيكا ساغر مِن بوبكراش الأغنية تقييم أربع نجوم مِن أصل خمسة وقالتْ ‘‘إن سويفت ترسم صورة زاهية لعلاقة جاءتْ بعد انفصالٍ قاسٍ’’. أعطى مات بيجورك مِن رافستوك الأغنية تقييم أربع نجوم مِن أصل خمسة وقال ‘‘إن الأغنية تقدم كبير لسويفت’’. وصف موقع ذا بوت الأغنية بأنها ‘‘جميلة’’. قال جاستن بروبر مِن أندر ذا غن أن سويفت ‘‘تعرف كيف تُبقي جمهورها سعيدًا وهذا هو تحديدًا الإنجاز الذي حققته الأغنية’’. أثنتْ قناة ماتش ميوزك على سويفت وقالتْ: ‘‘في حين أنها [أي سويفت] قادرة على إطلاق أغاني راقصة ولا مُبالية مثل أغنية «نحن لن نعود لبعضنا أبدًا (We Are Never Ever Getting Back Together)» فهي أيضًا تملك قلم شاعرة وتعرف كيف تنتج أغانٍ عاطفية وحساسة يُحبها الملايين مِن معحبيها’’. أعطى كيفن كوين مِن كنتري يويفيرس الأغنية علامة جيدة "B" وامتعض مِن كون أغاني سويفت لا تُغادر أبدًا موضوع العلاقات قائلًا: ‘‘إنه مِن المزعج جدًا أن شعور سويفت بالسعادة وتقديرها لذاتها مربوط دائمًا بالرجل الذي يحتل عاطفتها’’. صنفتْ مجلة بيلبورد الأغنية في المرتبة السادسة في قائمتها لأفضل أغاني 2012.

## الأداء التجاري

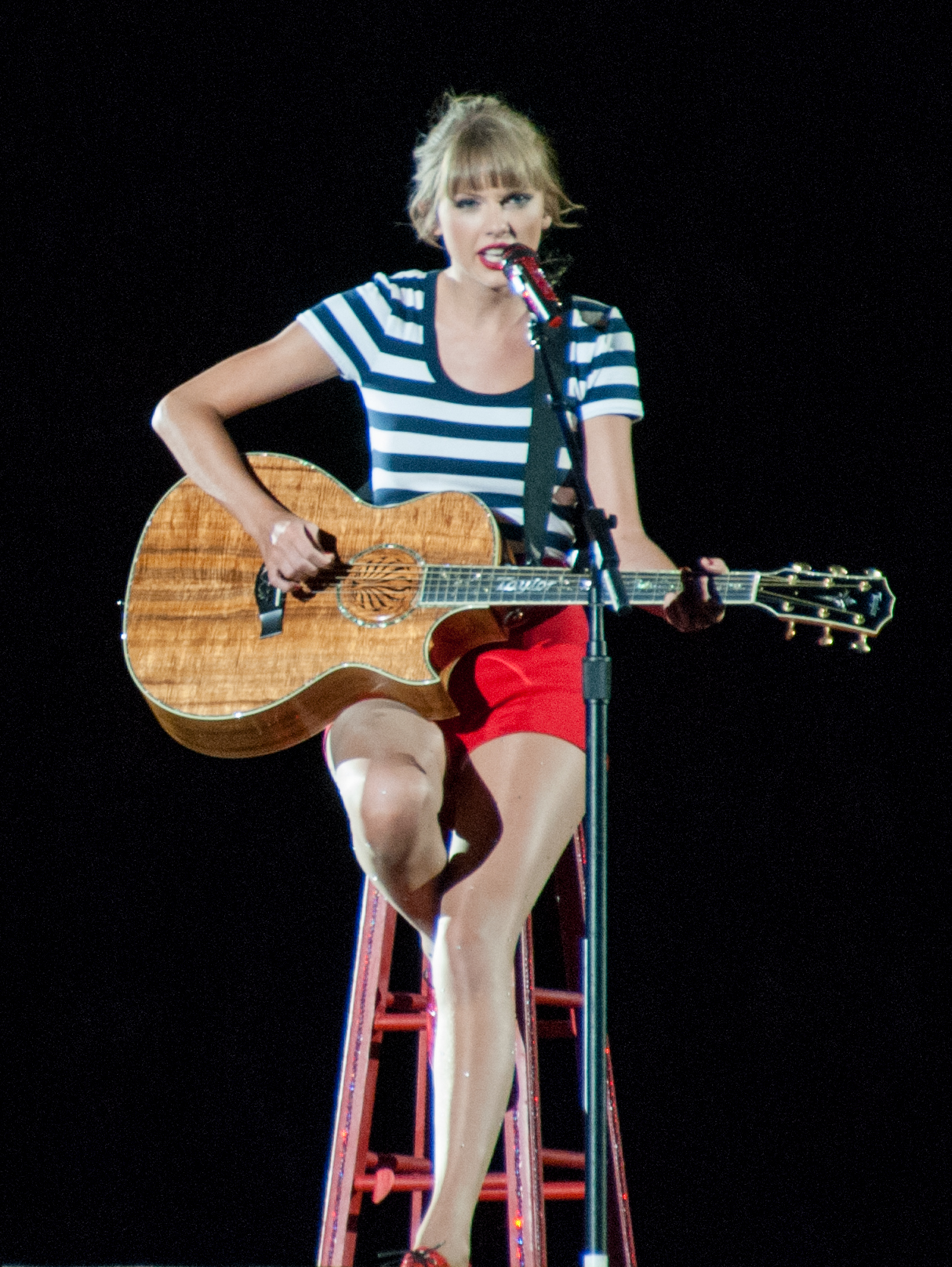
أداء أغنية "ابدأ مجددا"

احتلتْ الأغنية المركز الأول على آيتونز في 30 سبتمبر 2012 بعد أن أُطلِقتْ مُبكرًا وأصبحتْ أول أغنية تُطيح بأغنية "غانغنام ستايل (Gangnam Style). احتلتْ الأغنية المركز الأول في قائمة بيلبورد هوت أغاني رقمية حيث بيع مِنها 299,000 نسخة رقمية وأصبحتْ خامس أغنية لسويفت تدخل القائمة. احتلتْ الأغنية المركز السابع في قائمة بيلبورد هوت 100 بعد أن أُطلِقتْ كأغنية منفردة مِن الألبوم غير أن الأغنية نزلتْ للمرتبة 52 في أسبوعها الثاني واستمرتْ الأغنية داخل قائمة بيلبورد هوت 100 لعشرين أسبوعًا. حققتْ الأغنية نجاحًا مُعتدلًا حول العالم. أصبحتْ الأغنية سادس أغنية لسويفت تدخل ضمن المراكز الخمس الأولى في قوائم المبيعات في كندا حيث احتلتْ المركز الرابع.احتلتْ الأغنية المرتبة الـ 30 في قوائم المبيعات في بريطانيا واحتلتْ المرتبة الـ 20 في قوائم المبيعات في أستراليا. احتلتْ الأغنية المرتبة الـ 11 في قوائم المبيعات في نيوزلندا. احتلتْ الأغنية المرتبة الـ 25 في قوائم المبيعات في أيرلندا. احتلتْ الأغنية المرتبة الـ 30 في قوائم المبيعات في إسبانيا.

## فيديو كليب
الفيديو كليب المُصاحب للأغنية مِن إخراج فيليب أنديلمان الذي أخرج أيضًا فيديو كليب أغنية «بخير وسلامة (Safe & Sound)» وأغنية «كل شيء تغير» لسويفت. بلغ عدد مشاهدات الفيديو على يوتيوب الـ 95 مليون مشاهدة بحلول فبراير 2016. وصفتْ مجلة إنترتاينمت ويكلي الفيديو بأنه ‘‘كلاسيكي’’ وكتبتْ المجلة: ‘‘بالرغم مِن أن حبيبها لا يضحك على نكاتها ويُشعرها بالملل بحكايات عائلته كما تقول الأغنية إلا أننا نجد سويفت تتجول في شوارع باريس في هذا الفيديو الجميل ولو كان يبعث على النعاس قليلًا كما أنه يُذكر بفيديو أغنية «العودة إلى ديسمبر (Back To December)».

## أفراد العمل
- تايلور سويفت ــ كاتبة، صوت رئيسي.
- نايثن شابمان ــ منتج.
- دان هاف ــ منتج.
- سام هولاند ــ التسجيل في استديو كونواي (لوس أنجلوس - كاليفورنيا).
- سكوت بورتشيتا ــ منتج منفذ.
- جون هاينز ــ هندسة.
- جو-آن توميناغا ــ منسق الإنتاج.

## قوائم المبيعات
| القائمة (2012)                               | الترتيب |
| -------------------------------------------- | ------- |
| أستراليا (أريا تشارتس)                       | 20      |
| كندا (كاناديان هوت 100)                      | 4       |
| أيرلندا (ترتيب أغاني أيرلندا)                | 25      |
| نيوزلندا (ريكورديد ميوزك إن زيت)             | 11      |
| أسبانيا (برودوكوتوريس دي ميوزيكا دي إسبانيا) | 35      |
| بريطانيا (يو كاي سنغلس تشارتس)               | 30      |
| الولايات المتحدة (بيلبورد هوت 100)           | 7       |

| القائمة (2012)             | الترتيب |
| -------------------------- | ------- |
| الولايات المتحدة (بيلبورد) | 100     |
| القائمة (2013)             | الترتيب |
| الولايات المتحدة (بيلبورد) | 48      |
| الولايات المتحدة (بيلبورد) | 57      |

## تاريخ الإصدار
| البلد            | التاريخ        | الشكل          | الشركة            |
| ---------------- | -------------- | -------------- | ----------------- |
| الولايات المتحدة | 25 سبتمبر 2012 | تحميل رقمي     | بيغ ماشين ريكوردز |
| الولايات المتحدة | 1 أكتوبر 2012  | الإذاعة        | بيغ ماشين ريكوردز |
| الولايات المتحدة | 23 أكتوبر 2012 | أسطوانة منفردة | بيغ ماشين ريكوردز |